# Tillo
Aydınlar là một huyện thuộc tỉnh Siirt, Thổ Nhĩ Kỳ. Huyện có diện tích 69 km² và dân số thời điểm năm 2007 là 3867 người, mật độ 56 người/km².